# Paricutín

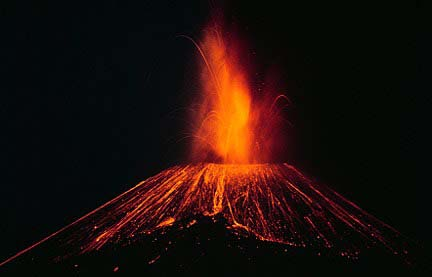
Vulcão Paricutín no México.

O Paricutín é um vulcão muito recente situado no estado de Michoacán, no México (19°29'35.70"N, 102°15'3.93"O), entre as povoações de San Juan Parangaricutiro (El Nuevo) e Angahuan. Está incluído em algumas listas das sete maravilhas naturais do mundo. A cidade mais próxima deste vulcão é Uruapan.
A maior parte do desenvolvimento deste vulcão ocorreu durante o seu primeiro ano de existência (1943), enquanto se encontrava na sua fase piroclástica explosiva. Durante diversas semanas desse ano, um grande número de ruídos estranhos foram ouvidos pelos habitantes em torno da pequena aldeia de Paricutín, apesar das condições meteorológicas serem normais.

## O primeiro ano do Paricutín
A atividade sísmica intensificou-se até 20 de fevereiro de 1943, quando o fazendeiro local Dioniso Pulido testemunhou a abertura de uma fissura vulcânica no meio de seu campo de milho. De acordo com alguns testemunhos, os aldeões tentaram fechar as fissuras enchendo-as com as rochas e o solo, antes que pequenas explosões e tremores violentos começassem a agitar a área. Os residentes das vilas próximas fugiram e 24 horas após o aparecimento da fissura inicial, o vulcão já tinha construído um cone com 50 metros de altura. No espaço de uma semana esta altura tinha já duplicado.
No mês de março seguinte, a atividade do vulcão intensificou-se, ejetando a cinza no ar em colunas de vários quilómetros de altura e começando a avançar sobre as povoações de Paricutín e de San Juan (conhecida também como San Juan Parangaricutiro). Em 12 de junho, um grande fluxo de lava tinha começado a atingir Paricutín, que foi evacuada no dia seguinte. San Juan seria evacuada meses mais tarde, e por agosto desse ano, ambas as localidades tinham sido abandonadas, soterradas, em grande parte, por lava e cinza.

## Diminuição da atividade
Muito do crescimento do vulcão ocorreu durante o primeiro ano, quando se encontrava ainda na fase piroclástica explosiva. No fim desta fase, após aproximadamente um ano, o vulcão tinha crescido até aos 336 metros de altura. Nos oito anos seguintes o vulcão continuaria em erupção, embora este período fosse dominado por erupções relativamente ligeiras de lava, que chamuscariam os 25 quilômetros quadrados em torno. A atividade do vulcão declinaria lentamente durante este período até os últimos seis meses da erupção, durante a qual a atividade violenta e explosiva foi frequente. Em 1952, a erupção terminou, e o Paricutín parou de crescer, alcançando uma altura final de 424 metros acima do terreno em que "nasceu" (elevação 3170 metros acima do nível do mar, uma vez que se situa em um platô vulcânico elevado). Como a maioria dos cones de cinza, o Paricutín é um vulcão monogenético, o que significa que nunca voltará a ocorrer sua erupção.
O Paricutín é um dos dois vulcões que se sabe terem sido formados na história recente. O outro, cujo aparecimento ocorreu aproximadamente 183 anos antes, é conhecido como El Jorullo. O Paricutín e o El Jorullo são as formações vulcânicas  mais recentes do campo vulcânico de Michoacán - Guanajuato, que é pontilhado com muitos cones de cinza, fluxos de lava, pequenos vulcões, abóbadas de lava e maars.
O vulcanismo é um aspecto comum na paisagem mexicana. O Paricutín é meramente o mais novo dos mais de 1.400 respiradouros vulcânicos que existem na cadeia vulcânica Trans-Mexicana, que se estende pela região que inclui Michoacán e Guanajuato. Este vulcão é original pelo fato de que sua formação foi testemunhada desde o início. Surpreendentemente, nenhuma morte foi causada pela erupção, embora três pessoas tenham morrido em conseqüência dos relâmpagos associados a ela.